# Raus (Film)
Raus ist ein deutscher Coming-of-Age-Film von Philipp Hirsch aus dem Jahr 2018. Der Film hatte seine Premiere am 24. Oktober 2018 auf den Internationalen Hofer Filmtagen und kam am 17. Januar 2019 in die deutschen Kinos. Im Fernsehprogramm wurde der Film erstmals am 18. November 2020 im SWR ausgestrahlt. Die Wiederholung am 30. Juni 2021 lief in der Sendereihe Debüt im Ersten.

## Handlung
Glocke ist ein Jugendlicher, der das Heile-Welt-Gerede satt hat. Mit der Welt gehe es bergab, weil die Falschen am Drücker seien. Dies erzählt er zumindest Lena, um sie zu beeindrucken. Um ihre Zuneigung zu gewinnen, zündet er mit ihr den Hummer eines reichen Zuhälters an. Bei der anschließenden Verfolgung durch zwei Sicherheitskräfte gelingt es Glocke, sich diesen zu entziehen und noch eine antikapitalistische Ansprache zu halten. Die Aufnahme geht im Anschluss viral.
Dabei möchte Glocke einfach nur raus, einen richtigen Neuanfang wagen. Deshalb geht er mit Paule auf die Anzeige eines „Friedrich“ ein, mit diesem zusammen in der Natur zu leben, Interessierte sollen sich am Hauptbahnhof mit roter Mütze als Erkennungszeichen treffen. Die beiden treffen dort auf Elias, Judith und Steffi. Diese Gruppe begibt sich nun wie bei einer Schnitzeljagd, entsprechenden Hinweisreizen folgend, auf die Suche nach Friedrichs Hütte. Auch wenn sich alle anfänglich noch etwas skeptisch beäugen, baut sich zunehmend Zusammenhalt in der Gruppe auf und sie können sich gemeinsam gegen die auftretenden Widrigkeiten zur Wehr setzen. Zwischen Glocke und Judith kommt es zu Annäherungen, es entwickelt sich eine Romanze. Auf der Suche nach Kondomen in Elias’ Rucksack entdeckt Glocke, dass dieser die ganze Sache inszeniert hat und es keinen Friedrich gibt.
Dies stellt die Gruppe vor eine große Zerreißprobe. Elias wird an einen Baum gefesselt und von den anderen verhört, gibt aber keine befriedigenden Antworten. Steffi hängt Elias ein Behältnis mit einer Bienenkönigin um den Hals, sodass Elias von etlichen Bienen angegriffen wird. Anschließend kümmert sich die Gruppe um den Verletzten und sie beschließen, weiter nach der Hütte zu suchen. Sie finden schließlich die verlassene Hütte und lassen sich dort nieder, versorgen sich fernab der Zivilisation selbst. Glocke und Judith setzen hier ihre Romanze fort.
Während die Gruppe hier ihren Neuanfang genießt, treffen drei weitere Personen ein, die auch auf der Suche nach Friedrichs Hütte gewesen seien. Die Gruppe ist verunsichert, da möglicherweise noch weitere Personen Friedrichs Anzeige folgen. Die Gruppe beschließt, den anderen einen fingierten Brief Friedrichs vorzulesen, in dem Friedrich seine Abwesenheit glaubwürdig darstellt. Die Aussteiger setzen ihr Leben weiter als Selbstversorger fort.

## Produktion
Der Film wurde vom 12. August 2016 bis zum 22. September 2016 in Leipzig, im Harz und in Südtirol gedreht.

## Rezeption

### Kritiken
Das Lexikon des internationalen Films verleiht dem Film 2 von 5 Sternen und schreibt: „Die visuell ambitionierte Mischung aus Jugendkomödie, Horrorthriller und Sozialstudie versagt sich eine vielschichtigere Figurenzeichnung und die emotionale Entwicklung innerhalb der Gruppe und befeuert den Trip stattdessen durch exzessive dramaturgische Wendungen, die überdies Anleihen bei filmischen Vorbildern nehmen. Eine verspielte, aber ästhetisch sehr uneinheitliche Annäherung an die Generation Y.“
Oliver Armknecht gibt dem Film in seiner Kritik auf film-rezensionen.de insgesamt 6 von 10 Punkten. Zu Beginn zeige der Film sehr schön die Unzufriedenheit und Orientierungslosigkeit der Jugend auf, die sich nicht mehr zurechtfinde. Die Protagonisten möchten raus, aussteigen aus der gewohnten Welt. Der Film fessele zu Beginn, ihm gehe nach der Hälfte aber ein wenig die Puste aus und er verlaufe sich. Dadurch ließe sich seine Kraft nicht bis zum Ende aufrechterhalten.
Tilmann P. Gangloff gibt dem Film bei tittelbach.tv insgesamt 4,5 von 6 Sternen. Der Film beginne im Prolog furios mit vielen Bildern, würde mit dem Wechsel der Handlung dann eine deutlich weniger rasante, sondern vielmehr entschleunigende Geschichte erzählen. Lob gibt es vor allem für das Ensemble, das seine Sache sehr gut mache. Hierbei würden insbesondere Schmidt-Schaller und Tscharntke als Liebespaar herausragend auftreten.

### Auszeichnungen
- 2018: Biberacher Filmfestspiele – Publikumsbiber[7]